# Brian Bixler
Brian Joseph Bixler (Sandusky, 22 ottobre 1982) è un ex giocatore di baseball statunitense.

## Minor League
Bixler venne selezionato al 2º giro del draft amatoriale del 2004 come 52a scelta dai Pittsburgh Pirates. Nello stesso anno iniziò nella New York-Penn League A breve stagione con i Williamsport Crosscutters, finendo con .276 alla battuta e 21 RBI in 59 partite. Nel 2005 passò nella South Atlantic League singolo A con gli Hichory Crawdads, chiuse con .281 alla battuta e 5o RBI in 126 partite.
Nel 2006 passò nella Carolina League singolo A avanzato con i Lynchburg Hillcats, finendo con .303 alla battuta e 33 RBI in 73 partite, ottenendo 2 premi individuali. Poi passò nella Eastern League doppio A con gli Aaltona Curve finendo con .301 alla battuta e 19 RBI in 60 partite. Nel 2007 passò nella International League triplo A con gli Indianapolis Indians finendo con .274 alla battuta e 51 RBI in 129 partite, ottenendo 3 premi.
Nel 2008 chiuse con .280 alla battuta e 36 RBI in 86 partite, ottenendo un premio. Nel 2009 chiuse con .275 alla battuta e 43 RBI in 108 partite.
Nel 2010 sempre con gli Indians chiuse con .171 alla battuta e un RBI in 11 partite, poi giocò nella International League con i Columbus Clippers finendo con .278 alla battuta e 27 RBI in 64 partite. Infine giocò sempre nella International League con i Syracuse Chiefs finendo con .340 alla battuta e 19 RBI in 27 partite. Nel 2011 con i Chiefs chiuse con .314 alla battuta e 6 RBI in 25 partite.
Nel 2012 passò nella Pacific Coast League triplo A con gli Oklahoma City RedHawks chiudendo con .269 alla battuta e 19 RBI in 75 partite.

## Major League

### Pittsburgh Pirates (2008-2009)
Debuttò nella MLB il 6 aprile 2008 contro i Florida Marlins, chiuse la stagione con .157 alla battuta e 2 RBI in 50 partite. Nel 2009 chiuse con .227 alla battuta e 3 RBI in 18 partite.

### Washington Nationals (2011)
Con i Nationals chiuse con .205 alla battuta e 2 RBI in 79 partite.

### Houston Astros (2012)
Con gli Astros finì con .193 alla battuta e 7 RBI in 36 partite.

### New York Mets (2013)
Il 15 novembre 2012 firmò come free agent con i Mets.

## Riconoscimenti
- Baseball America Triple-A All-Star con gli Indianapolis Indians (2007)
- Post-Season All-Star della International League con gli Indians (2007)
- (2) Mid-Season All-Star della International League con gli Indians (2007 e 2008)
- Post-Season All-Star della Carolina League con i Lynchburg Hillcats (2006)
- Mid-Season All-Star della Carolina League con gli Hillcats (2006).